# Ramón Aldea
Ramón Aldea (* 3. August 1932 in Manila) ist ein philippinischer Bogenschütze.
Aldea nahm an den Olympischen Spielen 1972 in München teil und beendete den Wettkampf im Bogenschießen als Vorletzter auf Platz 54.
Später gehörte er dem Olympischen Komitee der Philippinen an.